# Noble Automobile Manufacturing Company
Noble Automobile Manufacturing Company war ein US-amerikanischer Hersteller von Automobilen.

## Unternehmensgeschichte
J. C. Meader gründete 1902 das Unternehmen in Cleveland in Ohio. Er begann mit der Produktion von Automobilen. Der Markenname lautete Noble. Im gleichen Jahr endete die Produktion. Insgesamt entstanden nur wenige Fahrzeuge.

## Fahrzeuge
Das Hauptmodell hatte einen Einzylindermotor mit 6,5 PS Leistung. Er trieb über eine Kette die Hinterachse an. Der Aufbau war ein Runabout. Der Neupreis betrug 800 US-Dollar. Die Fahrzeuge konnten als mobile Arbeitsplätze eingesetzt werden. Die Motorwelle trieb über einen Riemen Geräte an. Ein Käufer aus Washington, D.C. nutzte das als Antrieb für einen Schleifstein für Scheren.
Daneben entstanden ein bis zwei Fahrzeuge mit einem Zweizylindermotor. Er leistete 10 PS. Sie waren als Tourenwagen karosseriert.